# Rupert Rothböck
Rupert Rothböck (* 13. Juli 1909 in Mauerkirchen; † 18. Dezember 1983 in Braunau am Inn) war ein österreichischer Bildhauer.

## Leben und Wirken
Rothböck wurde als Sohn eines Schustermeisters geboren und besuchte die Holzbildhauer-Schule in Hallstatt.
Er studierte bei Anton Hanak und Albert Bechtold an der Akademie der bildenden Künste Wien und verließ diese 1937. Das Abschlusszeugnis wurde ihm von der NS-Verwaltung verweigert. Seine übergroßen Werke, die er 1938, nach Beendigung seines Studiums, aus Platzmangel an der Akademie deponiert hatte, dienten später der kommissarischen Leitung als Beweis für den entarteten Geist der Bechtold-Schule. Ein von Albert Bechtold ausgestelltes Zeugnis für seinen Schüler wurde offiziell nicht anerkannt.
Während des Zweiten Weltkriegs war er Lehrer an der Bundesfachschule für Holzverarbeitung in Hallstatt, da er wegen seiner Rückgratverkrümmung nicht zum Wehrdienst geeignet war. Später war er Lehrer der Arbeitstherapie im Lazarett von Bad Ischl.
Er gestaltete eine Reihe von Kunst-am-Bau-Arbeiten in der Region um Braunau, wobei er mit seinen dekorativen Skulpturen seinen Auftraggebern gerecht werden wollte, dabei aber an seine vielversprechenden Akademiearbeiten nicht anschloss.
Ab 1951 wohnte und arbeitete er in Braunau, wo er sich auf dem Grundstück von Aloys Wach Atelier und Wohnung einrichtete. Rothböcks Werke sind abstrakt-kubistische Figuren und Reliefs, die den menschlichen Körper in geometrische Zerteilungen verwandeln. Dort wo Rundungen sind, entstehen scharfe Kanten oder Kreissegmente, ohne dass die Skulpturen total abstrakt werden. Seine Werke befinden sich meist im Besitz der öffentlichen Hand, die immer wieder Aufträge an ihn vergab. Inspiriert wurde er bei seiner Arbeit u. a. von Auguste Rodin und Aristide Maillol.
Er gehörte der Künstlervereinigung MAERZ, dem Oberösterreichischen Kunstverein und der Innviertler Künstlergilde an.

## Werke (Auswahl)
- Skulptur Musizierende Kinder
- Skulptur Übergroßer Akt (1937)
- Skulptur Der barmherzige Samariter im Krankenhaus St. Josef in Braunau am Inn
- Skulptur Sankt Wolfgang in Braunau am Übergang zur Alten Innbrücke
- Relief Der verlorene Sohn im Treppenaufgang der Dankbarkeitskirche in Braunau am Inn
- Statue Christophorus mit Kind an der Brunnbachbrücke im Untermarkt in Mauerkirchen